# Hyperolius adspersus
Hyperolius adspersus är en groddjursart som beskrevs av Peters 1877. Hyperolius adspersus ingår i släktet Hyperolius och familjen gräsgrodor. IUCN kategoriserar arten globalt som livskraftig. Inga underarter finns listade i Catalogue of Life.